# Agnes Blänsdorf
Agnes Elisabeth Blänsdorf geb. Wurmbach (* 28. April 1940 in Löningen; † 14. Januar 2016 in Kiel) war eine deutsche Historikerin.

## Leben
Nach ihrer Reifeprüfung an der Liebfrauenschule Cloppenburg (Niedersachsen) im Jahre 1959 studierte Agnes Blänsdorf Geschichte und Romanistik an den Universitäten Münster, Würzburg, Paris und Kiel. 1974 promovierte sie bei Karl Dietrich Erdmann an der Christian-Albrechts-Universität zu Kiel. Von 1968 bis 1971 war sie Mitarbeiterin von Karl Dietrich Erdmann bei der Herausgabe der Tagebücher von Kurt Riezler, einem engen Vertrauten des Reichskanzlers Theobald von Bethmann Hollweg, die 1972 im Druck erschienen. Von 1974 bis 1979 arbeitete sie als wissenschaftliche Assistentin bzw. enge Mitarbeiterin von Karl Dietrich Erdmann am Historischen Seminar der Universität Kiel. Anschließend war sie als Historikerin freiberuflich tätig und beschäftigte sich vor allem mit Themen aus der Geschichte des 20. Jahrhunderts.
Im Mittelpunkt ihrer engen Zusammenarbeit mit Karl Dietrich Erdmann stand vor allem seine Erarbeitung der 9. Auflage der Bände 18 bis 22 („Die Zeit der Weltkriege“) des „Handbuch der deutschen Geschichte“ (Gründungsherausgeber: Bruno Gebhardt), die erstmals in den Jahren von 1973 bis 1978 erschienen und mehrfach nachgedruckt wurden.
Ihr Bruder war der Anglist Hubert Wurmbach.

## Schriften (Auswahl)
- Friedrich Ebert und die Internationale. In: Archiv für Sozialgeschichte, Bd. 9 (1969), S. 321–428.
- (Übers.): Robert F. Wheeler / USPD und Internationale. Sozialistischer Internationalismus in der Zeit der Revolution. Ullstein, Frankfurt/M. 1975, ISBN 3-550-07317-8.
- Die Stockholmer Konferenz vom Sommer 1917. In: Ekkehard Krüger (Reg.): Arbeiterbewegung in Nord- und Mitteleuropa zwischen nationaler Orientierung und Internationalismus (= Schriftenreihe der Akademie Sankelmatrk), N.F., H. 30/31. Flensburg 1976, S. 45–51.
- Die Zweite Internationale und der Krieg. Die Diskussion über die internationale Zusammenarbeit der sozialistischen Parteien 1914–917 (= Kieler historische Studien, Bd. 27). Klett-Clotta, Stuttgart 1979, ISBN 3-12-900750-4 (Dissertation Universität Kiel).
- Sozialdemokratie und Kriegsausbruch 1914. Die Reise Hermann Müllers nach Paris am Vorabend des Kriegsbeginns. In: Hartmut Boockmann u. a. (Hrsg.). Geschichte und Gegenwart. Festschrift für Karl Dietrich Erdmann. Wachholtz, Neumünster 1980, S. 219–232, ISBN 3-529-02661-1.
- Der Weg der Riezler-Tagebücher. Zur Kontroverse über die Echtheit der Tagebücher. In: Geschichte in Wissenschaft und Unterricht, Bd. 35 (1984), S. 651–684.
- Zur Konfrontation mit der NS-Vergangenheit in der Bundesrepublik, der DDR und in Österreich. Entnazifizierung und Wiedergutmachungsleistungen. In: Aus Politik und Zeitgeschichte, Bd. 37 (1987), H. 16, S. 3–18.
- Jean Jaurès und die Zweite Internationale. In: Ulrike Brummert (Hrsg.): Jean Jaurès. Frankreich, Deutschland und die Zweite Internationale am Vorabend des Ersten Weltkrieges. Narr, Tübingen 1989, S. 23–36, ISBN 3-87808-793-4.
- Gerhard Ritter 1942–1950. Seine Überlegungen zum kirchlichen und politischen Neubeginn in Deutschland. In: Geschichte in Wissenschaft und Unterricht, Bd. 42 (1991), S. 1–21.
- Österreich und die Nation der Deutschen im 19. und 20. Jahrhundert. In: Hartmut Boockmann (Hrsg.): Nachdenken über Geschichte. Beiträge aus der Ökumene der Historiker. In memoriam Karl Dietrich Erdmann. Wachholtz, Neumünster 1991, S. 521–544, ISBN 3-529-02715-4.
- Verzeichnis der Veröffentlichungen von Karl Dietrich Erdmann. In: ebd., S. 659–677.
- Staat, Nation, Volk. Österreich und Deutschland. Zu Gerold Stourzhs Auseinandersetzung mit Karl Dietrich Erdmann. In: Geschichte in Wissenschaft und Unterricht, Bd. 42 (1991), S. 767–774.
- Die Einordnung der NS-Zeit in das Bild der eigenen Geschichte. Österreich, die DDR und die Bundesrepublik Deutschland im Vergleich. In: Werner Bergmann (Hrsg.): Schwieriges Erbe. Der Umgang mit Nationalsozialismus und Antisemitismus in Österreich, der DDR und der Bundesrepublik Deutschland (= Schriftenreihe des Zentrums für Antisemitismusforschung Berlin, Bd. 4). Campus, Frankfurt/M. 1995, S. 18–45, ISBN 3-593-35246-X.
- mit Winfried Schulze und Eberhard Jäckel: Karl Dietrich Erdmann und der Nationalsozialismus. In: Geschichte in Wissenschaft und Unterricht, Bd. 48 (1997), S. 220–240.
- Lehrwerke für Geschichtsunterricht an Höheren Schulen 1933–1945. Autoren und Verlage unter den Bedingungen des Nationalsozialismus. In: Hartmut Lehmann u. a. (Hrsg.): Nationalsozialismus in den Kulturwissenschaften. Bd. 1. Vandenhoeck & Ruprecht, Göttingen 2004, S. 273–370, ISBN 3-525-35198-4.
- Der „Vaterländische Unterricht“ im deutschen Heer 1917–1918. Ein Beitrag zur Ausformung des antidemokratischen Denkens am Vorabend der Weimarer Republik. In: Detlev Kraack (Hrsg.): Brückenschläge aus der Vergangenheit. Festschrift für Peter Wulf zu seinem 70. Geburtstag (= Studien zur Wirtschafts- und Sozialgeschichte Schleswig-Holsteins, Bd. 44). Wachholtz, Neumünster 2008, S. 245–264, ISBN 3-529-02944-0.
- Zusammenarbeit zwischen Historikern im geteilten Europa. Das Comité international des sciences historiques und die internationalen Historikerkongresse 1945–1990. In: Antoine Fleury (Hrsg.): Europe malgré tout. Contacts et réseaux culturels, intellectuels et scientifiques entre Européens dans la guerre froide. Lang, Bruxelles 2009, S. 183–204, ISBN 978-90-5201-097-7.
- Zur Biographie Karl Dietrich Erdmanns 1939–1945. Soldat im Zweiten Weltkrieg. In: Geschichte in Wissenschaft und Unterricht, Bd. 61 (2010), S. 713–730.
- Kurt Riezlers Aufzeichnungen zur Julikrise 1914. Bemerkungen zur Frage ihrer „Echtheit“ und Edition. In: Historische Zeitschrift, Bd. 301 (2015), S. 391–417.